# Grus (geslacht)
Grus is een geslacht van vogels en het typegeslacht van de familie kraanvogels (Gruidae). Het geslacht telt acht soorten.

## Soorten
- Grus americana – Trompetkraanvogel
- Grus carunculata – Lelkraanvogel
- Grus grus – Kraanvogel
- Grus japonensis – Chinese kraanvogel
- Grus monacha – Monnikskraanvogel
- Grus nigricollis – Zwarthalskraanvogel
- Grus paradisea – Stanleys kraanvogel
- Grus virgo – Jufferkraanvogel